# Challenger de Numea 2024
El torneo Open Nouvelle-Calédonie 2024 fue un torneo de tenis perteneció al ATP Challenger Tour 2024 en la categoría Challenger 75. Se trató de la 19ª edición; el torneo tuvo lugar en la ciudad de Numea (Nueva Caledonia), desde el 1 hasta el 6 de enero de 2024 sobre pista dura al aire libre.

## Jugadores participantes del cuadro de individuales
| Favorito | País                        | Jugador                   | Rank1 | Posición en el torneo |
| -------- | --------------------------- | ------------------------- | ----- | --------------------- |
| 1        | Bandera de Francia          | Richard Gasquet           | 76    | Cuartos de final      |
| 2        | Bandera de Francia          | Constant Lestienne        | 87    | Segunda ronda         |
| 3        | Bandera de Francia          | Hugo Gaston               | 104   | Cuartos de final      |
| 4        | Bandera de Francia          | Benoît Paire              | 117   | Cuartos de final      |
| 5        | Bandera de Francia          | Arthur Cazaux             | 155   | CAMPEÓN               |
| 6        | Bandera de Australia        | Marc Polmans              | 150   | Primera ronda         |
| 7        | Bandera de Estados Unidos   | Nicolas Moreno de Alboran | 152   | Segunda ronda         |
| 8        | Bandera de los Países Bajos | Jesper de Jong            | 153   | Cuartos de final      |

- 1 Se ha tomado en cuenta el ranking del 25 de diciembre de 2023.

### Otros participantes
Los siguientes jugadores recibieron una invitación (wild card), por lo tanto ingresan directamente al cuadro principal (WC):
- Maxime Chazal
- Jules Marie
- Colin Sinclair

Los siguientes jugadores ingresan al cuadro principal tras disputar el cuadro clasificatorio (Q):
- Moerani Bouzige
- Jesse Delaney
- Hiroki Moriya
- Blake Mott
- Makoto Ochi
- Rubin Statham

## Campeones

### Individual Masculino
- Arthur Cazaux derrotó en la final a  Enzo Couacaud por 6–1, 6–1

### Dobles Masculino
- Colin Sinclair /  Rubin Statham derrotaron en la final a  Toshihide Matsui /  Calum Puttergill por 7–5, 6–2